# Crashing Thru (film 1949)
Crashing Thru è un film del 1949 diretto da Ray Taylor.
È un western statunitense con Whip Wilson e Andy Clyde.

## Produzione
Il film, diretto da Ray Taylor su una sceneggiatura di Adele Buffington, fu prodotto da Barney A. Sarecky per la Monogram Pictures e girato nell'Iverson Ranch a Chatsworth, Los Angeles, California, da fine ottobre 1948. Il brano della colonna sonora Yippi-i-o-Ay fu composto da Eddie Maxwell (parole) e Edward Kay (musica); Poor Tarnished Butterfly da John Howard e Christine Larson.

## Distribuzione
Il film fu distribuito negli Stati Uniti dal 9 gennaio 1949 al cinema dalla Monogram Pictures. È stato distribuito anche in Germania Ovest con il titolo Whip Wilson schlägt zu.

## Promozione
Le tagline sono:
- THE ELECTRIFYING NEW WESTERN STAR SENSATION IN RIP-ROARING ACTION!
- ELECTRIFYING NEW WESTERN STAR!
- DYNAMIC, DARING, DIFFERENT THRILLS - WITH THE NEW WESTERN STAR SENSATION!
- HE'S HERE - IN WHIP-LASHING ACTION! The Most Amazing New Western Star Discovery of the Decade!